# Félix Gaillard
Félix Gaillard (Párizs, 1919. november 5. – Jersey közelében, 1970. július 10.) francia politikus, közgazdász, a Negyedik Francia Köztársaság 19. miniszterelnöke.

## Pályafutása
A Párizsi Politikai Tanulmányok Intézetének elődjében tanult. 1940-ben jogi diplomát szerzett és két évvel később politikai gazdaságtanból is diplomázott. 1942-ben csatlakozott az ellenállási mozgalomhoz. Közigazgatási pénzügyi ellenőrként járta az országot, és titokban pénzügyi támogatást keresett a mozgalom számára. 1944 februárjában megalakult az ellenállás pénzügyi bizottsága, amelynek munkájában Gaillard mellett Jacques Chaban-Delmas és Michel Debré is részt vettek.
1944/46-ban Jean Monnet kabinetjének igazgatója volt. 1946-ban Charente megye parlamenti képviselőjévé választották. 1957-ben, Maurice Bourgès-Maunoury kormányában a nemzetgazdaságért és tervezéskordinációért felelős miniszter, valamint pénzügyminiszter. 1957. november 6-án kormányt alakított, amely 1958. április 16-án megbukott a február 8-i incidens miatt. A francia légierő bombázta a Szakiet Szidi-Juszef tunéziai falut az algériai határ mellett. A bombázásnak több mint 70 halálos áldozata, elemi iskolás gyermekek is, és 148 sebesültje volt. 
1970. július 10-én Gaillard jachtja rövidzárlat okozta robbanás után elsüllyedt Jersey közelében a La Manche csatornában.

## Kapcsolódó szócikk
- Franciaország miniszterelnökeinek listája